# 그레고리 벤퍼드
그레고리 벤퍼드(영어: Gregory Benford, 1941년 1월 30일 ~ )는 미국의 SF 소설가, 천문학자이다.